# Wittelte
Wittelte  is een dorp in de gemeente Westerveld, in de Nederlandse provincie Drenthe. Het dorp is gelegen ten westen van Dwingeloo, tussen Oldendiever/Dieverbrug en Uffelte. Het kende in 2023 130 inwoners.
Wittelte heeft een kleine kern en een groot buitengebied, en wordt daarom ook wel eens een buurtschap of gehucht genoemd. Aan de oostelijke kant van de provinciale weg N371 dat door het westelijke deel van het dorpsgebied loopt, ligt er een camping.

## Geschiedenis
Dit dorp werd al in een akte van 1040 als Withelte genoemd, Witholte (1232) en Withalte (1298-1304). De plaatsnaam is een samenstelling van wit (kleur) en holt (hout, bos) of holte, helte, elte, afgeleid van hultitbja = plaats waar hout groeit. Witholt betekend als een woord: woudbomen (met name beuken), brandhout.
In een oorkonde van 21 mei 1040 had koning Hendrik III (Goslar, Duitsland) een einde gemaakt aan de macht van Uffo en zijn broers wegens een schandelijke misdaad, waarbij hij hen alle bezittingen in Wittelte, Uffelte en Peelo (Withelte, Uphelte en Pithelo) had ontnomen. In 1040 zijn hen ook goederen te Leermens (Lintherminge) en Eenum (Enon) ontnomen. Hij schonk alles aan bisschop Bernold van Utrecht, die uiteindelijk in 1046 de grafelijke macht in geheel Drenthe in handen kreeg. Op 16 mei 2018 overleed Jacob Snoeken, beschermheer van de Wittesheuvel. De fakkel is overgenomen door zijn zoon Jacco. Door het standbeeld op de kasteelberg en de drie zwerfstenen op de brink met de namen van de drie gebroeders, zal de herinnering aan Jacob Snoeken levend worden gehouden. De reeds genoemde hoeve blijft Witto's Veurhof heten.
Alle betalingen en leveringen van pacht verliepen via het spijker (de voorraadschuur) van Uffelte (1439) en op het Leemhuis met werf aan de Aa. De nederzetting breidde zich na 1850, vanuit een kern van enkele boerderijen en een eendenkooi, uit langs de Wapserveenseweg.
In 1797 is Wittelte de derde bevolkingsconcentratie van Diever. De woningen lagen niet ver van elkaar en vormden een aaneengesloten kern. Wittelte is een agrarische nederzetting.

### Wittesheuvel (Wittelterberg)
De Wittesheuvel, ook Wittelterberg genoemd, is het restant van een motte (kasteelberg) gelegen in Wittelte tussen de Wittelterweg, Mr. Broerweg en Tolhuisweg. De heuvel is bij de ruilverkaveling in de jaren zestig door de eigenaar voor totale vernietiging behoed. De Wittesheuvel is nooit archeologisch onderzocht. Wel is er een steengoedkannetje gevonden uit de tweede helft van de 13e eeuw. Als archeologisch belangwekkend terrein met daarin de sporen van een laatmiddeleeuws mottekasteel met omgrachting is het sinds 2002 een beschermd rijksmonument.
In 1987 is een standbeeld van de legendarische edelman Witto op de Wittesheuvel geplaatst, vervaardigd door Jacob Snoeken, destijds boer en eigenaar van het land waarop deze heuvel ligt. Hij noemde zijn boerderij "Witto's Veurhof" ter herinnering aan Witto. Volgens vage bronnen zou hij daar gewoond hebben. Geograaf Lex Ritman had hem in 1983 op de burchtheuvel gewezen na een onderzoek ter plaatse. Jacob Snoeken bleek zich echter reeds bewust te zijn van het historisch belang van "zijn" berg. Hij heeft een diepgaand onderzoek gedaan naar de historische achtergronden en beschouwde zich als de beschermheer van de Wittesheuvel (Witto's heuvel). In 1990 is op zijn initiatief het 950-jarig bestaan van Wittelte op grootse wijze gevierd. Als herinnering aan het roemruchte verleden is toen de brink (het plein) ingericht met drie zwerfstenen voorzien van de namen van de drie broers Witto, Uffo en Peelo. In 2010 vierde men het 970-jarig bestaan.

### Wittelte II
In 2020 is door promovendus Diana Spiekhout van de Rijksuniversiteit Groningen ontdekt dat er in Wittelte een tweede motte (Kasteelberg) aanwezig was. Deze ligt ten zuiden van de andere motte. Samen vormen de twee verdedigingswerken een grote wal. In totaal zijn er 5 kosten ontdekt in Drenthe waarvan twee gelezen zijn in Wittelte.

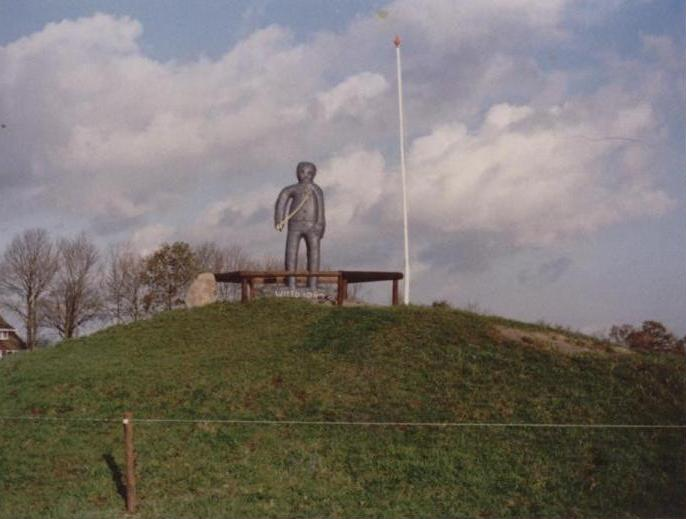
Wittesheuvel